# ماونتن ویو (کلرادو)
ماونتن ویو (به انگلیسی: Mountain View) شهری در ایالت کلرادو کشور ایالات متحده آمریکا است که جمعیت آن در سرشماری سال ۲۰۱۰ میلادی، ۱٬۳۲۰ نفر بوده‌است.